# كلارا تشرنا
كلارا تشرنا مواليد 29 يناير 1985 في باردوبيتسه، هي لاعبة كرة يد تشيكية تلعب كظهير أيمن. مثلت منتخب التشيك لكرة اليد للسيدات.

## سجل المنافسة
شاركت في البطولات التالية:
- بطولة العالم لكرة اليد للسيدات 2013
- بطولة أوروبا لكرة اليد للسيدات 2012

## روابط خارجية
- كلارا تشرنا على موقع الاتحاد الأوروبي لكرة اليد (الإنجليزية)